# Promises (canción de Nero)
«Promises» es una canción producida por el trío electrónico británico Nero de su álbum de debut, Welcome Reality. Vendió 46 700 copias en su primera semana, el más bajo número de ventas en primera semana hasta convertirse en número uno en 97 semanas. ‘Promises‘ ha sido nominada para un Premio Ivor Novello en la categoría de Mejor Canción Contemporánea. La canción era también presentada en un anuncio televisivo de un portátil HP en el Reino Unido, Francia, Estados Unidos y Latinoamérica, dándole una audiencia más ancha y más reconocimiento. Además, también se ha presentado en tráileres del videojuego 'Sonic & All Stars Racing Transformed'. Y más tarde, en 2013, también apareció en el videojuego 'Saints Row IV'.
La canción posee también un remix compuesto por el productor y músico Skrillex junto al propio Nero. El remix le dio mucho más reconocimiento a la canción.

## Vídeo musical
El vídeo musical fue dirigido por Ben Newman. Se subió a YouTube el 7 de julio de 2011 con una longitud total de cuatro minutos y dieciséis segundos. Muestra una mujer en una distopía de una sociedad futura con consumo de fármaco obligatorio. Por marzo de 2013, superó 20 millones de reproducciones.

## Recepción crítica
Robert Copsey le dio una calificación de 4 estrellas de 5 posibles.

| Región         | Fecha               | Formato          | Etiqueta |
| -------------- | ------------------- | ---------------- | -------- |
| Irlanda[5]     | 5 de agosto de 2011 | Descarga digital |          |
| España[6]      | 5 de agosto de 2011 | Descarga digital |          |
| Reino Unido[7] | 5 de agosto de 2011 | Descarga digital |          |

1. 
2. 
3. 
4. 
5. 
6. 
7. 

- Letras llenas de esta canción Archivado el 21 de septiembre de 2015 en Wayback Machine. en MetroLyrics
-  http://www.youtube.com/watch?v=lldiki2httk- Oficial Vevo vídeo de música
-  http://www.youtube.com/watch?v=vzmfhtka-wo- Oficial Skrillex remix